# Matt Mead
Pour les articles homonymes, voir Mead.
Matthew Hansen Mead, dit Matt Mead, né le 11 mars 1962 à Jackson (Wyoming), est un homme politique américain, membre du Parti républicain et gouverneur du Wyoming de 2011 à 2019.

## Biographie
Diplômé de l'université du Wyoming en droit, Matt Mead est nommé procureur des États-Unis pour le district du Wyoming par le président George W. Bush en 2001. Il démissionne de ses fonctions en accordance avec le Hatch Act of 1939 afin de soumettre sa candidature au gouverneur Dave Freudenthal pour le siège au Sénat des États-Unis laissé vacant par la mort de Craig Thomas. Ce dernier choisit finalement John Barrasso, élu au Sénat du Wyoming.
Mead devient gouverneur du Wyoming à la suite des élections de 2010, lors desquelles il recueille plus de 65 % des suffrages. Il gouverne de façon conservatrice, préservant notamment le port d'armes. Il est réélu en 2014 avec 59 % des voix. Le trésorier d'État Mark Gordon lui succède en 2019 au terme de son second mandat.